# Ministère de la Défense (Haïti)
Le Ministère de la Défense (MD) est un ministère du gouvernement d'Haïti chargé de la défense nationale en Haïti.

## Mission
Le Ministère de la Défense Nationale a pour mission l'exécution et la conduite de la politique définie par le gouvernement concernant la défense nationale.
Il doit assurer la défense nationale, participer au maintien de la paix sur tout le territoire de la République d'Haïti.